# Wedung (plaats)
Wedung is een bestuurslaag in het regentschap Demak van de provincie Midden-Java, Indonesië. Wedung telt 9332 inwoners (volkstelling 2010).